# Lucy Hay, Condessa de Carlisle
Lucy Hay, Condessa de Carlisle (1599 – 5 de novembro de 1660), nascida Lady Lucy Percy, foi uma cortesã inglesa conhecida por sua beleza e sagacidade. Ela esteve envolvida em muitas intrigas políticas durante a Guerra Civil Inglesa. Supostamente foi a inspiração para a personagem Milady de Winter do romance Os Três Mosqueteiros, de Alexandre Dumas.

## Biografia
Nascida Lady Lucy Percy, em 1500, era a segunda filha de Henry Percy, 9.º Conde de Northumberland, conhecida como o "Conde Mágico", e sua esposa Lady Dorothy Devereux. Em 1617, ela se casou, contra a vontade de seu pai, com James Hay, 1.º Conde de Carlisle. Seus encantos foram celebrados em versos por poetas da época, incluindo Thomas Carew, William Cartwright, Robert Herrick e Sir John Suckling, e por Sir Toby Matthew em prosa.

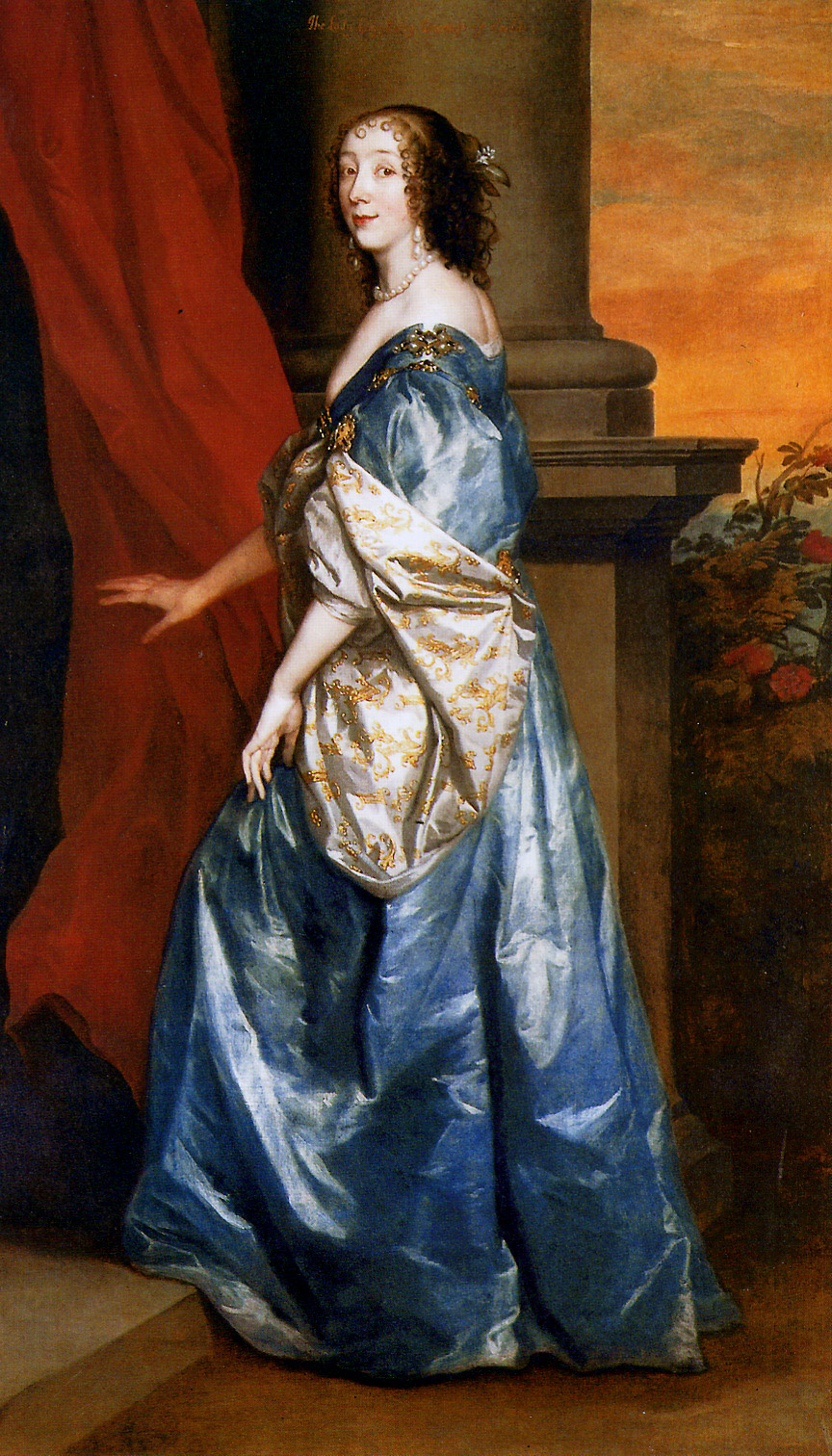
Lucy, Condessa de Carlisle
Sir Anthony van Dyck, 1637

Em 1626, ela foi nomeada "Dama do Quarto de Dormir" da rainha de Henriqueta Maria, esposa do rei Carlos I da Inglaterra. Ela logo se tornou a favorita da rainha e participou de duas de suas famosas peças de mascarada.
A beleza e inteligência da condessa fizeram com que ela desempenhasse um papel brilhante na corte do rei Carlos I. Ela soube como ganhar a confiança e a amizade da rainha e teve considerável influência política sobre ela. A condessa foi amante sucessivamente de Thomas Wentworth, 1.º Conde de Strafford, e de John Pym, seu oponente parlamentar. Strafford a valorizava muito, mas após sua morte em 1641, possivelmente em consequência de uma repulsa de sentimento por seu abandono pela corte, ela se dedicou a Pym e aos interesses dos líderes parlamentares, a quem comunicou os planos e conselhos mais secretos do rei, o que causou um escândalo.
Sua maior conquista foi a revelação oportuna ao seu primo Robert Devereux, 3.º Conde de Essex, da intenção do rei de prender os cinco membros do Parlamento Longo em 1642, o que permitiu que Essex e os outros escapassem. No entanto, ela parece ter servido a ambas as partes simultaneamente, traindo comunicações de ambos os lados e causando danos consideráveis ao inflamar animosidades políticas. Ela inicialmente apoiou Strafford e, após sua morte, aliou-se aos líderes da oposição. Durante a Guerra Civil Inglesa, ela foi membro do partido presbiteriano.
Na Segunda Guerra Civil Inglesa, demonstrou grande zelo e atividade na causa real, penhorando seu colar de pérolas por £ 1.500 para arrecadar dinheiro para as tropas de Lorde Holland, estabelecendo comunicações com o príncipe Carlos durante seu bloqueio do Tâmisa e se tornando a intermediária entre os grupos dispersos de monarquistas e a rainha. Como resultado, sua prisão foi ordenada em 21 de março de 1649, e ela foi presa na Torre de Londres, onde manteve uma correspondência em código com o rei por meio de seu irmão, Lorde Percy, até que Carlos I foi para a Escócia. De acordo com um boletim informativo monarquista, enquanto estava na Torre, ela foi ameaçada de tortura no potro para obter informações. Ela foi libertada sob fiança em 25 de setembro de 1650, mas parece nunca ter recuperado sua antiga influência nos conselhos monarquistas e morreu logo após a Restauração.
Lucy morreu repentinamente em 5 de novembro de 1660. Ela adoeceu repentinamente por volta das 14h, depois de "comer bem" na hora do almoço, enquanto "cortava um pedaço de fita". Ela estava morta por volta das 17h ou 18h do mesmo dia.